# Burghard von Schorlemer-Alst

Burghard Freiherr von Schorlemer-Alst

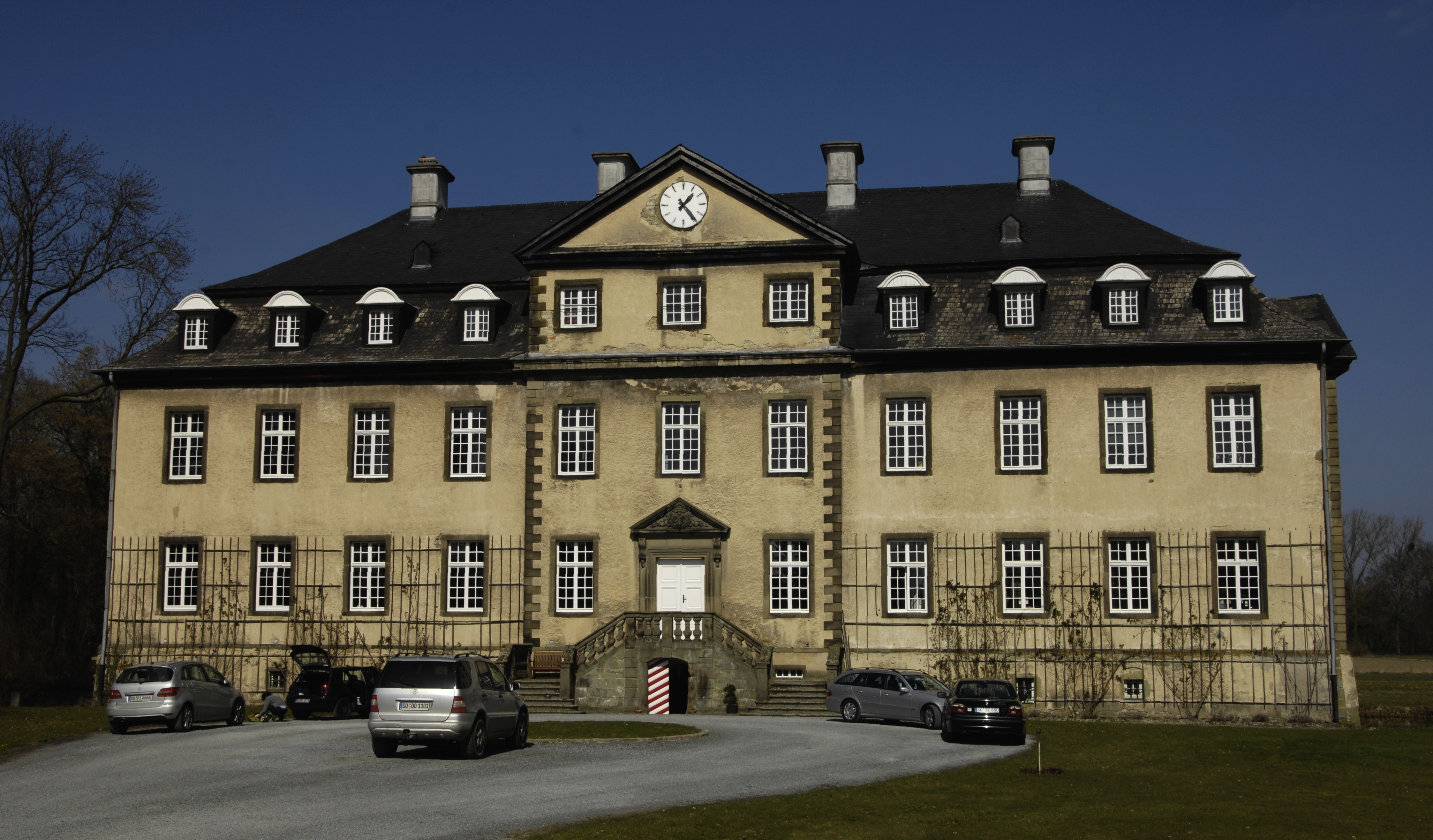
Schloss Herringhausen bei Lippstadt

Freiherr Burghard von Schorlemer-Alst (* 21. Oktober 1825 auf Schloss Herringhausen bei Lippstadt; † 17. März 1895 auf der Wasserburg Haus Alst in der Bauerschaft Alst bei Horstmar) war ein deutscher Politiker der zweiten Hälfte des 19. Jahrhunderts.
Schorlemer-Alst war der Gründer des „Westfälischen Bauernvereins“ und Initiator der ländlichen Genossenschaftsbewegung in Westfalen.

## Herkunft

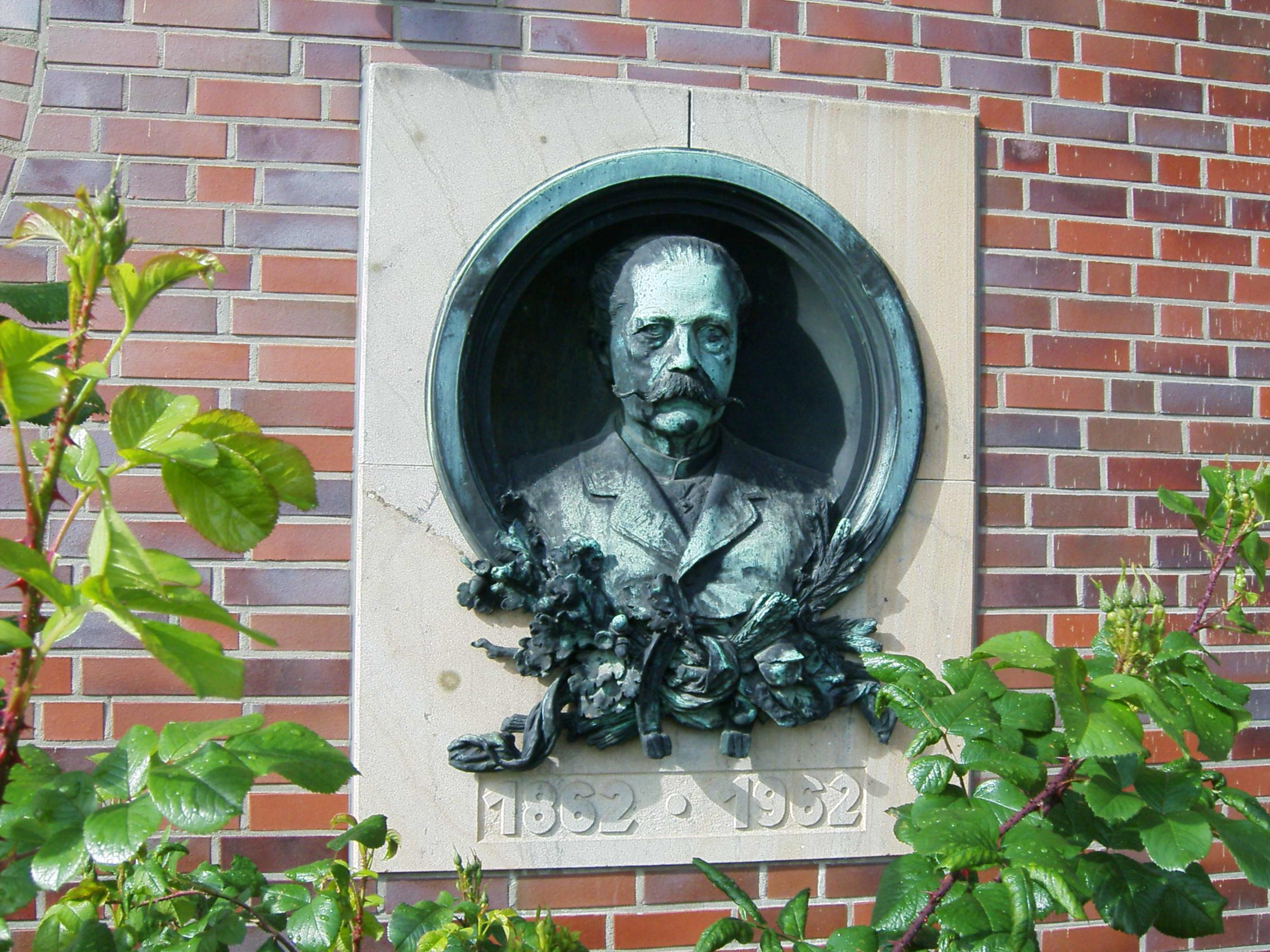
Reliefbild Freiherr von Schorlemer-Alst, „Grünes Zentrum“ Saerbeck

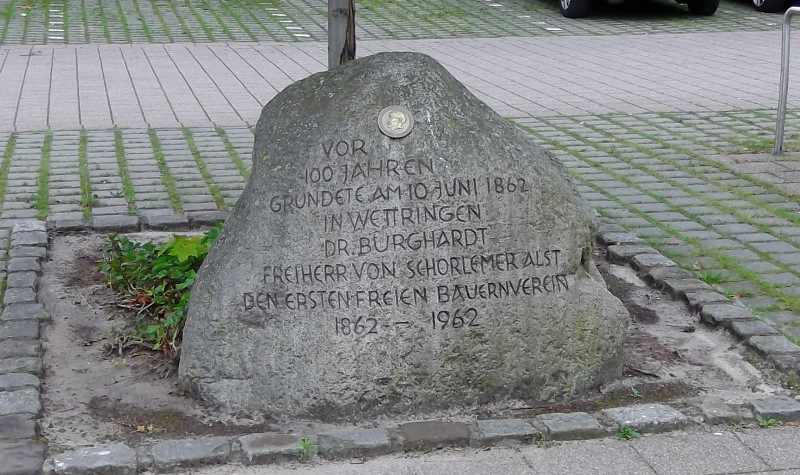
Ein Findling vor dem Wettringer Rathaus erinnert an die Gründung des ersten örtlichen Bauernvereins am 10. Juni 1862.

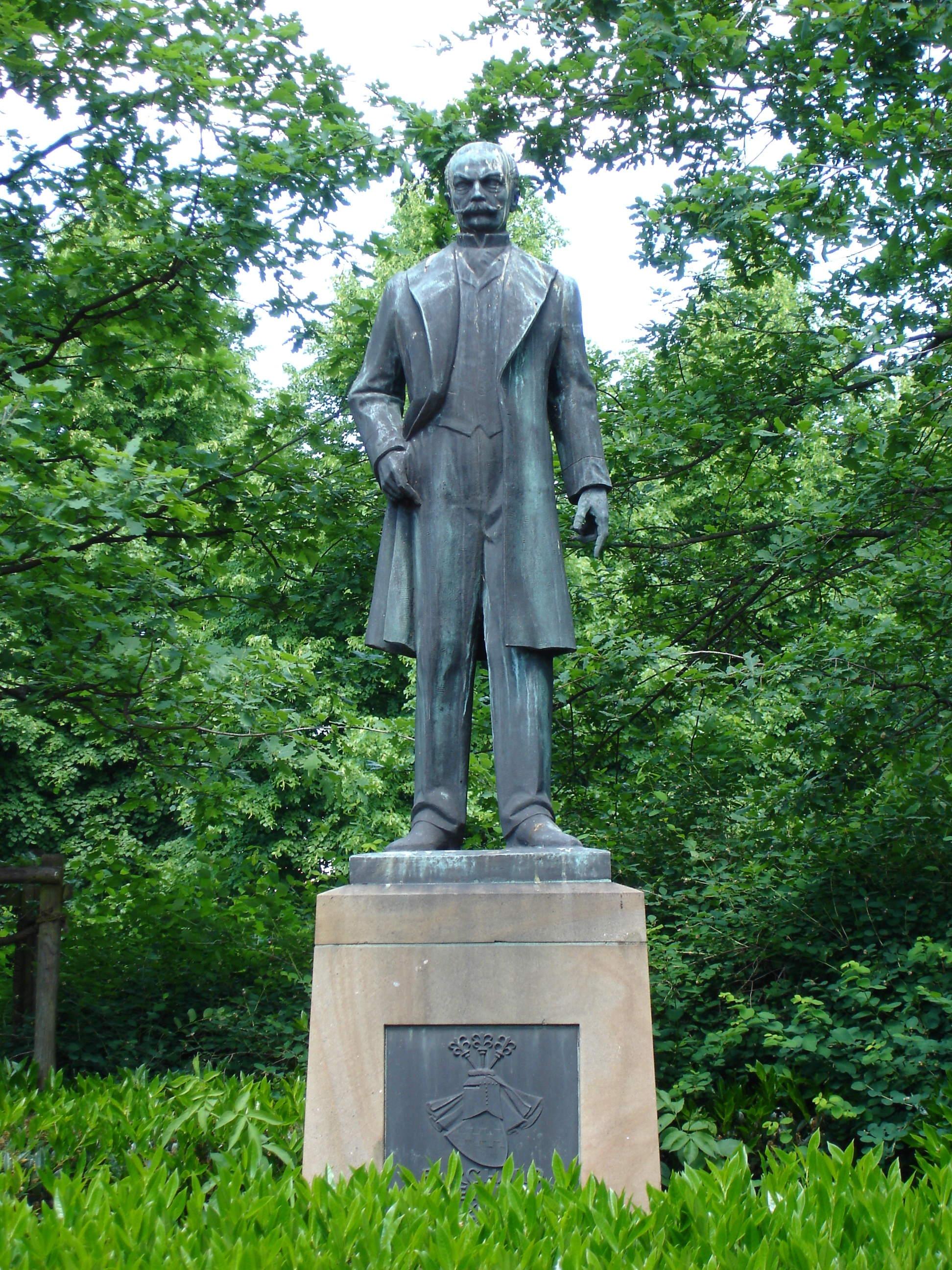
Statue von Burghard Freiherr von Schorlemer-Alst beim Westfälisch-Lippischen Landwirtschaftsverband in Münster

Burghard von Schorlemer-Alst entstammte dem westfälischen Adelsgeschlecht von Schorlemer. Sein Vater war der Rittergutsbesitzer und Politiker Friedrich Wilhelm von Schorlemer (1786–1849). Seine Mutter war Josephine (geb. von Pelden genannt von Cloudt). Ein älterer Bruder war der Offizier, Landrat und Politiker Wilhelm von Schorlemer (1821–1884). Sein Neffe Ferdinand war Landrat des Kreises Warburg.

## Leben
In der Zeit der demokratischen Revolution von 1848/49 kämpfte der junge westfälische Adlige Schorlemer-Alst auf der Seite der Revolutionsgegner. Als preußischer Sekondeleutnant nahm er an der militärischen Niederschlagung der „demokratischen Umtriebe“ im Rahmen des Pfälzischen Aufstands und der Badischen Revolution teil. Die demokratische Revolution fand auch in der westfälischen Landbevölkerung, insbesondere in den klein- und unterbäuerlichen Schichten große Anhängerschaft. Im Frühjahr 1848 stürmten Bauern, Kleinbauern und Heuerlinge Adelssitze und Schlösser. Diese Ereignisse prägten Schorlemer-Alst nachhaltig. Nach seinem Ausscheiden aus dem preußischen Militärdienst 1852 lernte er bei der Mitwirkung in einer Bonitierungskommission die Lage der Landwirtschaft aus unmittelbarer Nähe kennen. Nach seiner Auffassung fand die zahlenmäßig starke Bevölkerungsgruppe der Landwirtschaft nicht entsprechende gesellschaftliche Beachtung. Aus religiöser, katholisch-altständischer Sicht sah Schorlemer die Landwirtschaft vornehmlich durch den wachsenden Einfluss des Liberalismus bzw. des kapitalistischen Marktsystems und den mehr und mehr in die soziale Ordnung eingreifenden Staat bedroht. 1862 schrieb er:
„Unsere Zeit strebt dahin, sich mehr und mehr vom lieben Gott, von seinen Geboten, vom Glauben der Väter loszumachen, und die Menschheit ist auf dem besten Wege, vor den zwei modernen Gottheiten, nämlich vor sich selbst und vor dem goldenen Kalb, anbetend hinzusinken. Auch der Staat als solcher emanzipiert sich von der Konfession, damit von der Religion und von Gott.“ (Pro Memoria zur Gründung eines Bauernvereins, 1862)
Es gelte, „den Bauernstand in eine auf religiöse Grundlage basierende Korporation zusammenzufassen und damit zugleich den weiteren Zweck zu erreichen, dem Gift und Despotismus der modernen sogenannten Freiheit einen neuen, gesunden Organismus entgegenzustellen.“
Aus dieser Perspektive gründete Schorlemer am 10. Juni 1862 mit 36 weiteren Bauern den ersten örtlichen Bauernverein in Wettringen. Ein Findling vor dem Wettringer Rathaus erinnert noch heute an die Gründung. 1864 gab er das Buch Die Lage des Bauernstandes in Westfalen und was ihm Noth thut heraus. Schnell folgten in Zusammenarbeit mit dem katholischen Kleinbauern Johann Breuker aus Kirchhellen weitere örtliche Bauernvereine, aus denen 1871 unter Leitung von Schorlemer-Alst der Westfälische Bauernverein für ganz Westfalen hervorging. Dieser berufsständische, politisch unabhängige Verband vertrat die Interessen der ländlichen Bevölkerung. Besondere Anliegen von Schorlemer-Alst waren das Anerbenrecht, die Feuer- und Lebensversicherung, Ausbildung der Landwirte in Winterschulen, der gemeinschaftliche Warenbezug sowie Förderung und Ausbau einer genossenschaftlichen Geld- und Kreditversorgung. Gestützt wurden diese Projekte durch die Herausgabe des Vereinsorgans Der westfälische Bauer.
Zum Dank beschloss der Westfälische Bauernverein in der ersten Sitzung nach Schorlemers Tod einstimmig, mit einem erheblichen Teil des Vereinsvermögens dem Westfälischen Bauernkönig „ein Denkmal in Erz“ zu setzen, ein überlebensgroßes Bronzestandbild, das am 15. März 1902 vor dem neu errichteten Landeshaus (1901) unter riesiger Beteiligung der Bauern des Münsterlandes und der Münsteraner Bürger im Beisein des Vorstands des Bauernvereins und des Berliner Bildhauers Bernhard Heising, der das Kunstwerk geschaffen hatte, feierlich enthüllt und in die Obhut der Provinz gegeben wurde. Im Zweiten Weltkrieg wurde es vernichtet. Das Gipsmodell für die Ausschreibung ist bei den Nachkommen Heisings in Bad Driburg erhalten.
Bei aller politischen Neutralität des Bauernvereins war Schorlemer-Alst eine politische Kämpfernatur. Er war Vorsitzender der Zentrumspartei im Preußischen Landtag, Reichstagsabgeordneter und im Kulturkampf ein erbitterter Gegner Otto von Bismarcks. Neben Ludwig Windthorst gehörte er zu den prononciertesten Gegnern Bismarckscher Innenpolitik.
Er war als Vorsitzender des Verbandsausschusses erster Präsident der westfälischen Genossenschaften. Ebenso führte er viele Jahre in Personalunion den Westfälischen Provinzialverein, Vorläufer der Landwirtschaftskammer. Sein Engagement für die Landwirte brachte ihm die Ehrenbezeichnung „Westfälischer Bauernkönig“ ein.
Schorlemer-Alst war Ehrenmitglied der katholischen Studentenverbindungen Winfridia Göttingen und Askania Berlin (jetzt KStV Askania-Burgundia Berlin) im KV sowie Markomannia Würzburg (seit 1873) und Alsatia Münster (jetzt VKDSt Saxonia Münster) (seit 1874) im CV.
Die Katholische Landvolkshochschule in Freckenhorst bei Warendorf trägt zur Erinnerung an Burghard Freiherr von Schorlemer-Alst die Zusatzbezeichnung „Schorlemer-Alst“. Dort findet sich ein Bronzenachguss des Gipsmodells.

## Abgeordneter
Burghard von Schorlemer-Alst wurde im April 1870 in einer Nachwahl im Wahlkreis Münster 2 (Münster, Coesfeld) in den Reichstag des Norddeutschen Bundes gewählt, wodurch er auch zum Mitglied des Zollparlaments wurde. Von 1874 bis 1885 war er Abgeordneter im Reichstag, darunter von 1874 bis 1881 und von 1884 bis 1885 für den Wahlkreis Münster 1 (Tecklenburg, Steinfurt, Ahaus) und von 1881 bis 1884 für den Wahlkreis Arnsberg 5 (Bochum).
Politisch bedeutsam in der Parlamentsarbeit ist Schorlemer-Alsts Rolle beim sog. „Antrag Galen“, dessen Urheber er war und dessen Vorschläge von einer kleinen Gruppe Abgeordneter redigiert wurden, zu denen u. a. Josef Edmund Jörg und Georg von Hertling gehörten. Auf Vorschlag von Schorlemer-Alst beauftragte die Zentrumsfraktion den strengen Katholiken Ferdinand Heribert von Galen mit der Einbringung des Antrages, da er hohes Ansehen auch bei den übrigen Parteien des Reichstages genoss. Am 19. März 1877 brachte Galen den Antrag im Reichstagsplenum ein. Er enthielt eine Reihe sozialpolitischer Forderungen, so die Einhaltung der Sonntagsruhe, Einschränkungen der Kinder- und Frauenarbeit, Einschränkung der Gewerbefreiheit, Einführung korporativer Organisationen im Handwerk und Schutz der Familie. Als Begründung für den Antrag entwickelte Galen sein christlich-ethisch und sozial-romantisch verklärtes Weltbild. Die Forderungen wurden von der Regierung und den sie stützenden Parteien als Angriff auf die bisherige Wirtschaftspolitik aufgefasst und eine weitere Prüfung und eine Behandlung im zuständigen Reichstagsausschuss abgelehnt. Wenn der „Antrag Galen“ damit auch keine unmittelbaren praktischen Ergebnisse hervorbrachte, stand er jedoch am Beginn der Sozialpolitik der Zentrumspartei.
In seinen Reden im Preußischen Herrenhaus und im Reichstag, etwa am 31. März 1879 und am 22. März 1893, äußerte sich Schorlemer wiederholt antijüdisch. Er wandte sich insbesondere gegen „jüdischen Wucher“. Den rassischen „Radau-Antisemitismus“ lehnte Schorlemer ab, allerdings nicht aus Parteinahme gegenüber der jüdischen Minderheit, sondern weil seiner Befürchtung nach die antisemitische Bewegung „die Autorität des Staates und der Krone“ bedrohe, so Schorlemer am 22. März 1893 im Reichstag. Seine judenfeindliche Haltung brachte Schorlemer die spätere Bezeichnung als „Judenfresser“ ein.
Für eine Aktensammlung anlässlich des Freundschaftsvertrages zwischen dem Reich und den Samoa-Inseln vom 22. Mai 1879 verwendete Schorlemer-Alst zum ersten Mal den Begriff des Weißbuches, in Anlehnung an die englischen Blaubücher. Der Begriff setzte sich danach allgemein durch.
Bei der Reichstagswahl 1890 wurde Schorlemer-Alst noch einmal zum Abgeordneten für den Wahlkreis Bochum gewählt.
Er war außerdem von 1870 bis 1889 Mitglied des Preußischen Abgeordnetenhauses und von 1887 bis 1890 Mitglied des Westfälischen Provinziallandtags. 1891 wurde er zum Mitglied des Preußischen Herrenhauses ernannt.

## Schorlemer-Plakette
Am 8. August 1967 wurde die „Schorlemer-Plakette“ gestiftet, anlässlich des 20-jährigen Bestehens des Westfälisch-Lippischen Landwirtschaftsverbandes e. V., der Nachfolgeorganisation des „Westfälischen Bauernvereins“. Die Ehrenplakette wird seitdem in Gold, Silber und Bronze an Personen verliehen, die sich in besonderer Weise um den bäuerlichen Berufsstand verdient gemacht haben.

## Familie
Burghard von Schorlemer-Alst heiratete 1852 in Bonn Anna von Imbsen (1820–1891), Witwe des Maximilian von Wulffheim Graf von Droste-Vischering zu Darfeld (1794–1849), Tochter des Reichsfreiherrn Wilhelm von Imbsen (1782–1833), Erbherr auf Wewer, Borcholtz, Alfen und Messenhausen, und der Gräfin Bernhardine von Korff, gen. Schmising zu Tatenhausen (1786–1866). Das Paar hatte drei Söhne:
- Friedrich (1854–1934), preußischer Landrat ⚭ Wilhelmine von Hartmann (* 1859)
- Clemens (1856–1922), deutscher Politiker ⚭ Maria Puricelli (* 1. Februar 1855; † 1936)
- Hubert (1856–1930), sächsischer Oberleutnant, Übersetzer von Guy de Maupassant, Autor

⚭ Freiin Mathilde von Dörnberg (1854–1905)
⚭ Freiin Therese [Rosel] von Dernbach (1885–1965)

## Werke
- Burghard von Schorlemer-Alst: Die Lage des Bauernstandes in Westfalen und was ihm Noth thut. Aschendorff, Münster 1864, OCLC 1068151712

## Weitere Literatur
- Hedwig Bornemann, Franzis Janknecht: Buer, et is Tied! oder Bauer muss Bauer sein und bleiben. in: Vestischer Kalender. Jahrgang 81, Verlag W. Bitter, Recklinghausen 2010, S. 280–294. ISSN 0938-8745
- Karl Gerland: Burghard Freiherr von Schorlemer-Alst (1825–1895). In: Rheinisch-Westfälische Wirtschaftsbiographien. Band I. Aschendorff, Münster 1931, S. 123–138.
- Eckhard Hansen, Florian Tennstedt (Hrsg.) u. a.: Biographisches Lexikon zur Geschichte der deutschen Sozialpolitik 1871 bis 1945. Band 1: Sozialpolitiker im Deutschen Kaiserreich 1871 bis 1918. University Press, Kassel 2010, S. 143 f. ISBN 978-3-86219-038-6, Online PDF.